# 博納杜茨

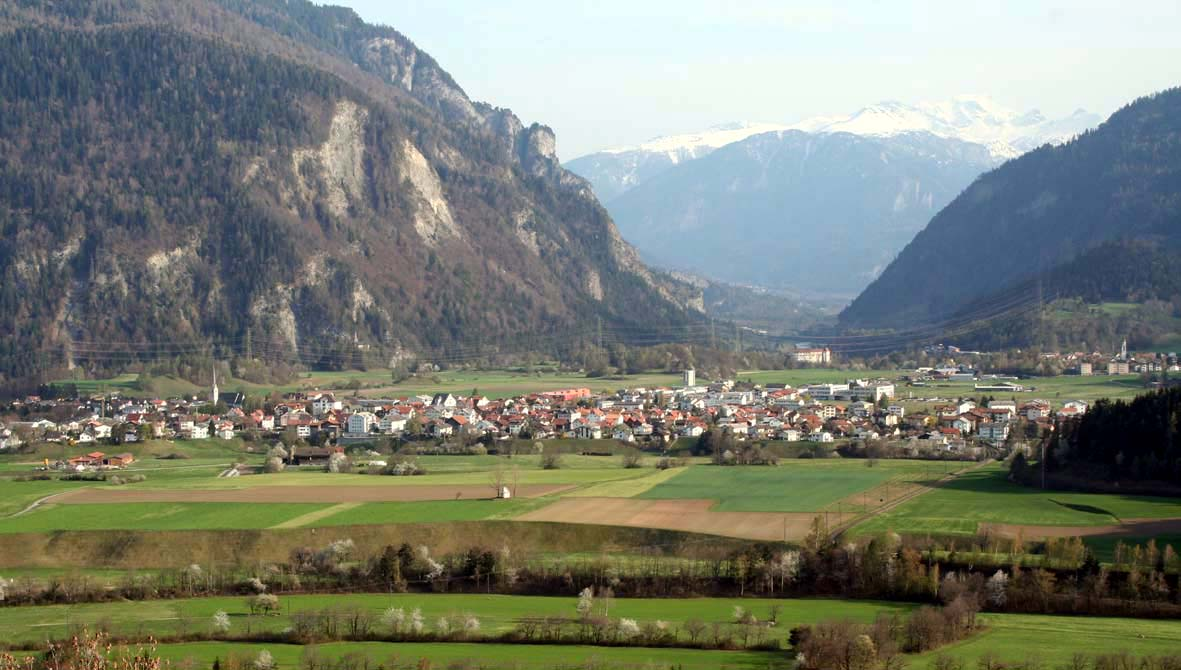

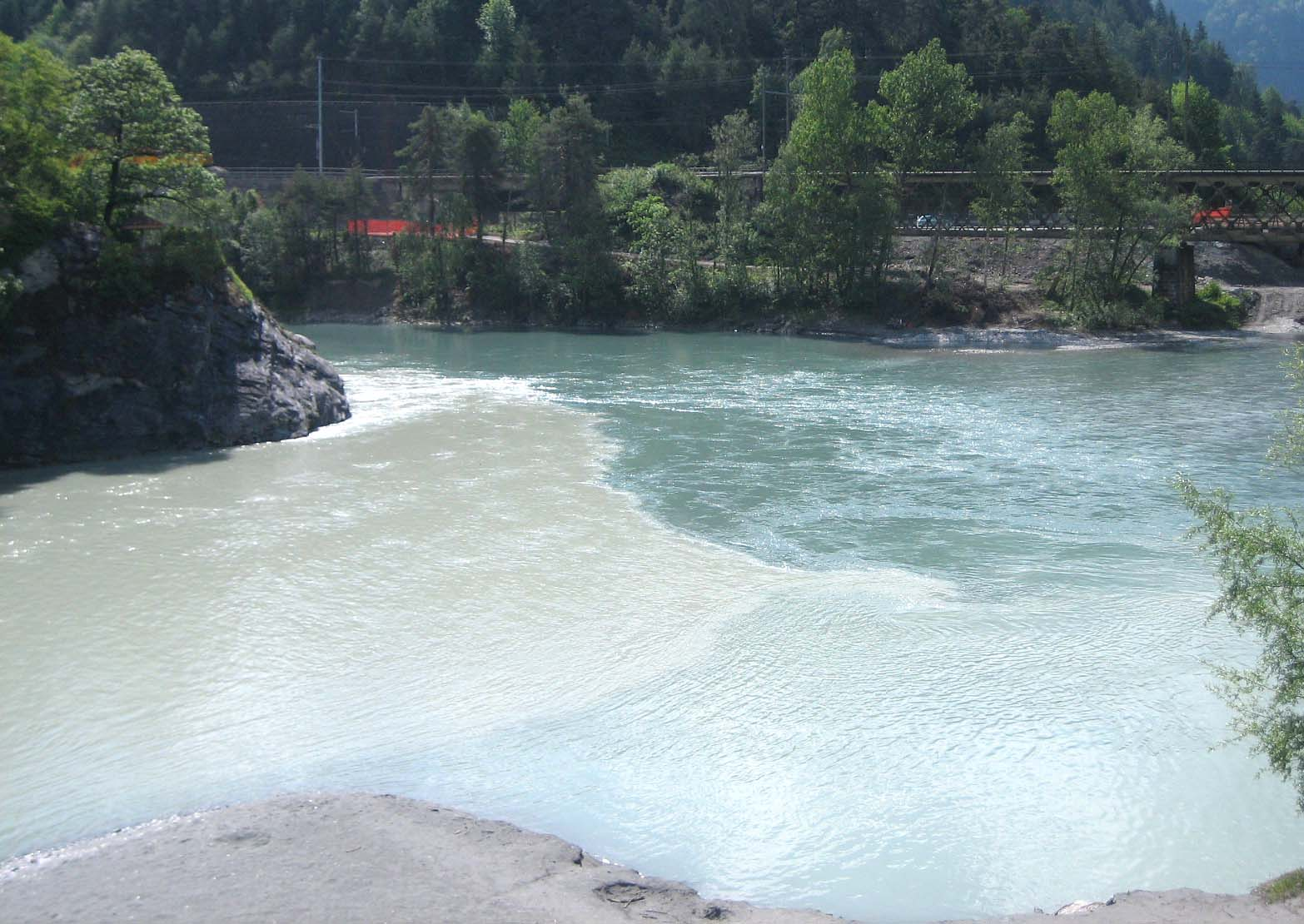

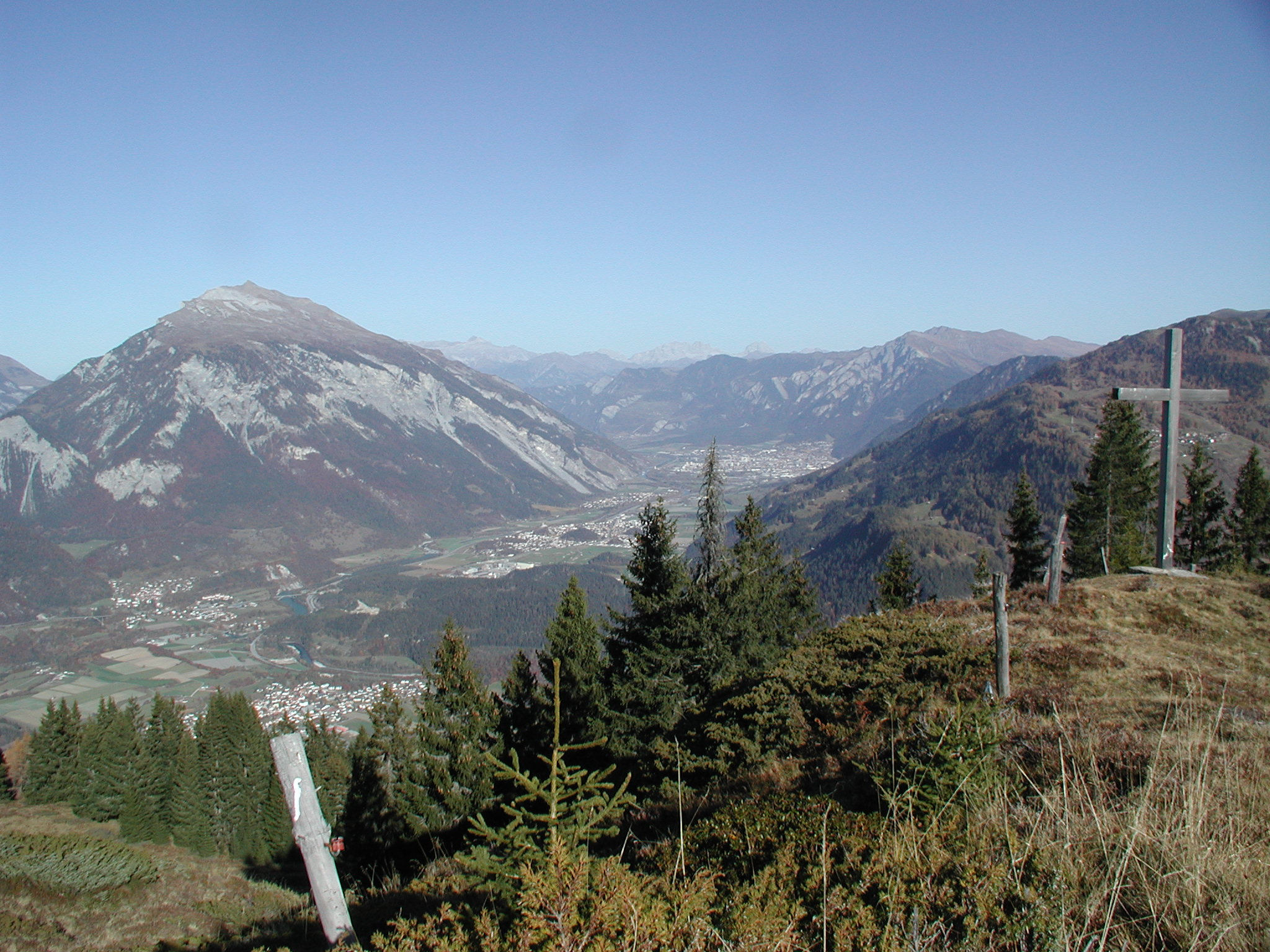

博納杜茨是瑞士的城鎮，位於該國東部，由格勞賓登州負責管轄，面積14.4平方公里，海拔高度662米，2011年人口2,820，人口密度每平方公里196人。